# BMW N73
Il BMW N73 (per esteso N73B60) è un motore a scoppio alimentato a benzina prodotto dal 2003 al 2017 dalla casa automobilistica tedesca BMW.

## Caratteristiche

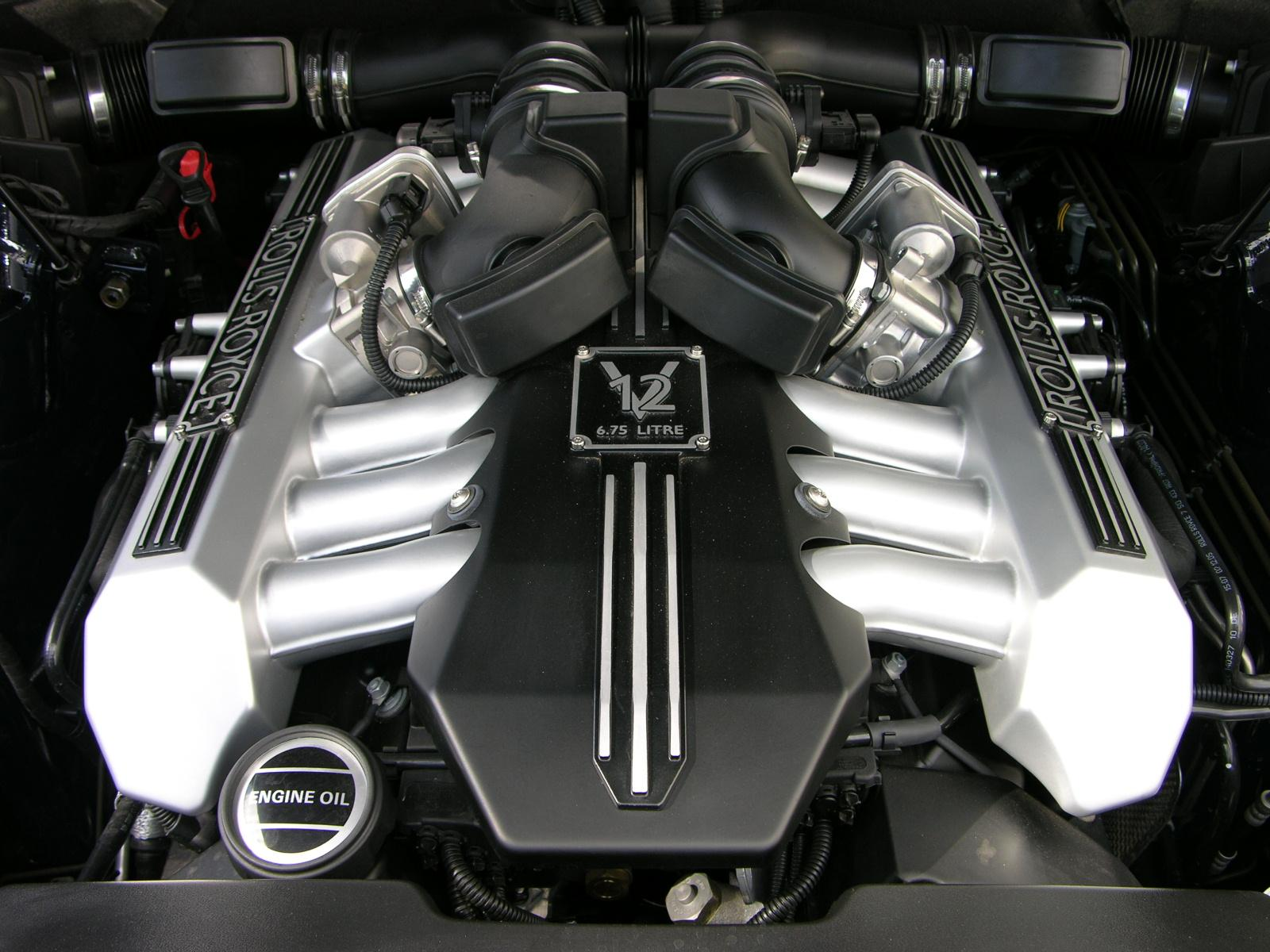
Motore BMW N73 montato su una Rolls Royce Phantom del 2007

Questo motore è stato realizzato per sostituire l'unità M73. Con quest'ultima condivide l'architettura generale e alcune altre caratteristiche tra cui: 
- frazionamento in 12 cilindri a V;
- angolo di 60° tra le bancate;
- presenza del sistema a fasatura variabile doppio VANOS;
- doppia centralina elettronica Bosch DME

Rispetto all'unità M73, però, introduce alcune novità, prime fra tutte:
- sistema di fasatura variabile continua Valvetronic, che va a ottimizzare il lavoro svolto dal sistema doppio Vanos;
- alimentazione a iniezione diretta;
- testata a 4 valvole per cilindro;
- distribuzione a doppio albero a camme in testa per bancata.

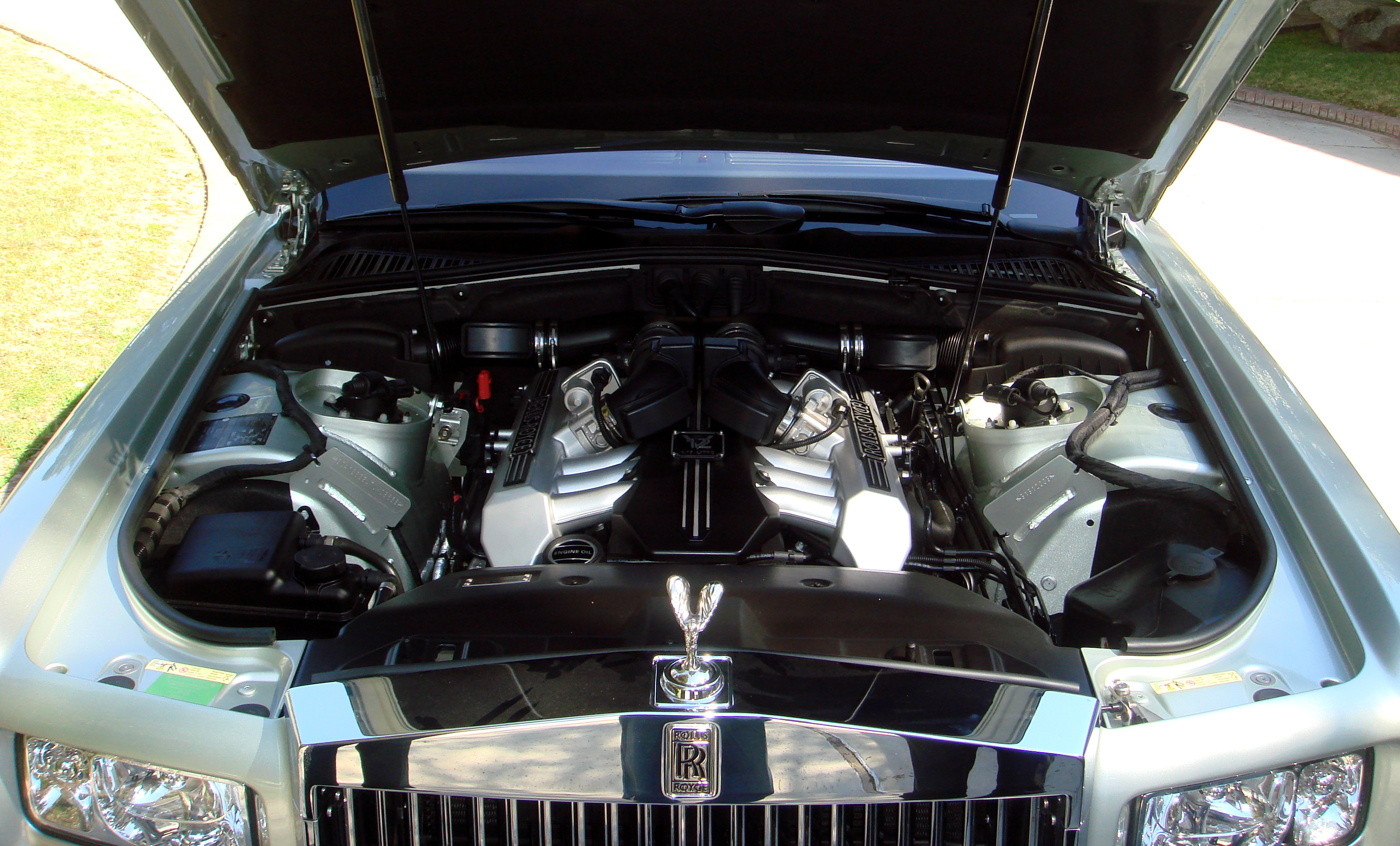
Vista del 6,75 litri BMW N73 montato su una Rolls-Royce Phantom

Tali innovazioni hanno permesso al V12 di contenere in maniera assai sensibile i consumi di carburante, a tal punto da risultare addirittura più economico di alcuni V8 BMW nati pochi anni prima, ma privi dell'iniezione diretta e della fasatura variabile.
Grazie alle sue misure di alesaggio e corsa pari a 89x80 mm, questo motore ha una cilindrata di 5972 cm³ ed eroga una potenza massima di 445 CV a 6000 giri/min, con una coppia massima di ben 600 Nm a 3950 giri/min.
Tale motore è stato montato unicamente sulle BMW 760i e 760Li E65/66 prodotte dal 2003 al 2008.
Dall'unità N73B60 è stata derivata un'altra unità della cilindrata di 6749 cm³, in grado di erogare 460 CV di potenza massima a 5350 giri/min, con un picco di coppia pari a 720 N·m a 3500 giri/min. Tale motore non è però stato montato su nessuna BMW, ma sulle Rolls-Royce Phantom prodotte dal 2003 in avanti e sulle Rolls-Royce Phantom Drophead Coupé (dal 2007) e Phantom Coupé (dal 2008). La casa dello spirito dell'estasi è infatti passata sotto il controllo della BMW già nel 1998.

## Riepilogo caratteristiche e applicazioni
| Motore N73 |                  |                        |                          |                |               |                                    |                    |
| Variante   | Cilindrata (cm³) | Alesaggio e corsa (mm) | Rapporto di compressione | Potenza CV/rpm | Coppia Nm/rpm | Applicazioni                       | Anni di produzione |
| N73B60     | 5972             | 89 x 80                | 11,3:1                   | 445/6000       | 600/3950      | BMW 760i / 760iL E65/E66           | 2003-08            |
| N73B68     | 6749             | 92 x 84,6              | 11:1                     | 460/5350       | 720/3500      | Rolls-Royce Phantom VII (RR01)     | 2003-17            |
| N73B68     | 6749             | 92 x 84,6              | 11:1                     | 460/5350       | 720/3500      | Rolls-Royce Phantom Drophead Coupé | 2007-16            |
| N73B68     | 6749             | 92 x 84,6              | 11:1                     | 460/5350       | 720/3500      | Rolls-Royce Phantom Coupé          | 2008-16            |